# 高田静夫
高田 静夫 (たかだ しずお、1947年8月5日 - ) は、東京都練馬区出身の元サッカー選手、サッカー審判員。現役時代のポジションはMF、DF。1986 FIFAワールドカップで日本人初の主審を務め、国際Aマッチ28試合の主審を務めた。日本サッカー協会参与や全国高等学校体育連盟事務局長を歴任した高田久行は兄に当たる。

## 経歴
練馬区東大泉生まれ。小学校までは野球少年であったが、東京都立大泉中学入学後は兄の影響でサッカー部に入部し、東京都立石神井高校でもサッカー部に所属した。
高校卒業後は東京教育大学体育学部 (現・筑波大学) に入学し、蹴球部に所属。大学時代は全日本大学サッカー選手権大会や関東大学サッカーリーグ戦での優勝も経験した。卒業後は大学の蹴球部監督であった成田十次郎が監督を務めていた読売サッカークラブに入団して3年間プレー。1972年は日本サッカーリーグ (JSL) 2部で9試合に出場し、読売クラブのJSL初ゴールを含む2得点の成績を残した。
1972年シーズンを最後に現役を引退し、家業のスポーツ用品店を継いだ。1973年、東京教育大学出身で当時国際審判員であった永嶋正俊の誘いを受けて審判の道を志望し、同年中に4級審判員資格を取得。1976年に2級審判員資格、1980年12月に1級審判員資格を取得。1984年7月に国際審判員として登録され。、同年9月に開催されたAFCアジアカップ1984 (予選)の中国代表×ヨルダン代表で国際審判員として初めての審判を務めた。
1985年12月にトヨタカップの線審、1986年1月に第65回天皇杯全日本サッカー選手権大会決勝の主審をそれぞれ務め、1986 FIFAワールドカップのスペイン代表×アルジェリア代表で、日本人初の主審を務めた。（主審1試合、線審2試合）。また、天皇杯決勝では第65回大会を含めて7度主審を務め、日本サッカーリーグ1部で62試合主審を務めた。
1990年3月に開催されたアフリカネイションズカップ1990で2試合主審を務めた。また、同年に開催された1990 FIFAワールドカップのユーゴスラビア代表×アラブ首長国連邦 (UAE)代表戦で主審を務めた。（主審1試合、線審3試合、予備審判(第4審判)3試合）、
1993年に日本プロサッカーリーグ (Jリーグ) が創設されるとJリーグ審判員として登録され、1994年1月16日に開催されたJリーグサントリーチャンピオンシップ第2戦およびリーグ戦26試合で主審を務め、同年のJリーグ最優秀審判員賞を受賞した。1994年12月23日に開催された第65回天皇杯全日本サッカー選手権大会準決勝での主審が現役として最後の審判の試合となり、1995年3月に審判員を引退した。
1996年12月、国際サッカー連盟（FIFA）より審判特別賞を受賞。その後、日本サッカー協会（JFA）理事および参与、JFAおよび日本プロサッカーリーグ (法人) の審判委員長、レフェリーインスペクターなどを歴任。2013年8月、日本サッカー殿堂に特別選考により選出された。

## 個人成績
| 国内大会個人成績 | 国内大会個人成績 | 国内大会個人成績 | 国内大会個人成績 | 国内大会個人成績 | 国内大会個人成績 | 国内大会個人成績 | 国内大会個人成績 | 国内大会個人成績 | 国内大会個人成績 | 国内大会個人成績 | 国内大会個人成績 |
| 年度             | クラブ           | 背番号           | リーグ           | リーグ戦         | リーグ戦         | リーグ杯         | リーグ杯         | オープン杯       | オープン杯       | 期間通算         | 期間通算         |
| 年度             | クラブ           | 背番号           | リーグ           | 出場             | 得点             | 出場             | 得点             | 出場             | 得点             | 出場             | 得点             |
| 日本             | 日本             | 日本             | 日本             | リーグ戦         | リーグ戦         | JSL杯            | JSL杯            | 天皇杯           | 天皇杯           | 期間通算         | 期間通算         |
| ---------------- | ---------------- | ---------------- | ---------------- | ---------------- | ---------------- | ---------------- | ---------------- | ---------------- | ---------------- | ---------------- | ---------------- |
| 1970             | 読売             |                  | 東京都A          |                  |                  | -                | -                | -                | -                |                  |                  |
| 1971             | 読売             | 7                | 関東             |                  |                  | -                | -                | -                | -                |                  |                  |
| 1972             | 読売             | 7                | JSL2部           | 9                | 2                | -                | -                | -                | -                | 9                | 2                |
| 通算             | 日本             | 日本             | JSL2部           | 9                | 2                | -                | -                | -                | -                | 9                | 2                |
| 通算             | 日本             | 日本             | 関東             |                  |                  | -                | -                | -                | -                |                  |                  |
| 通算             | 日本             | 日本             | 東京都           |                  |                  | -                | -                | -                | -                |                  |                  |
| 総通算           | 総通算           | 総通算           | 総通算           |                  |                  | -                | -                | -                | -                |                  |                  |

- JSL初出場：1972年4月9日 第1節 電電近畿戦 （よみうりランド）[3]
- JSL初得点：1972年4月9日 第1節 電電近畿戦 （よみうりランド）[3]

## 著書
- 『できる男は空気が読める―サッカー審判に学ぶ「英断力」』ベースボール・マガジン社、2008年11月25日。ISBN 4583101325。